# San Francisco City Football Club
San Francisco City Football Club, mais conhecida como San Francisco City FC ou pela abreviação SF City, é uma agremiação esportiva da cidade de  San Francisco, Califórnia  Atualmente disputa a Premier Development League.

## História
O San Francisco City foi fundado em 2001 para jogar a San Francisco Soccer Football League. Sua primeira temporada na competição foi em 2002 e a equipe disputou a competição até 2015, quando entrou na PDL, após ter sido rejeitada na NPSL no ano anterior. Sua primeira temporada na PDL foi em 2016.

## Estatísticas

### Participações
|  | Participações em 2018 |

| Competição     | Competição               | Temporadas | Melhor campanha      | Estreia | Última | P | R |
| Estados Unidos | Lamar Hunt U.S. Open Cup | 3          | Primeira fase (2016) | 2015    | 2018   |   | – |